# Поул Хегард
Поул Хегард (дан. Poul Heegaard; Копенхаген, 2. новембар 1871 — Осло, 7. фебруар 1948) је био дански математичар активан на пољу топологије. Његова теза из 1898. је увела концепт који се данас назива Хегардово дељење. Хегардове идеје су му омогућиле да начини пажљиву критику рада Поенкареа. Поенкаре је превидео могућност појаве торзије у хомолошким групама простора. 
Касније је, са Максом Деном начинио базични текст о комбинаторној топологији, у виду енциклопедијског чланка.
Хегард је студирао математику на Универзитету у Копенхагену, од 1889. до 1893, и након година путовања, и предавања математике, постављен је за професора на Универзитету у Копенхагену 1910.
Након расправе са факултетом око, између осталог, постављања Харалда Бора за професора на универзитету (чему се Хегард противио); Хегард је прихватио место професора на Универзитету у Ослу у Норвешкој, где је радио до свог пензионисања 1941.